# パプア地方

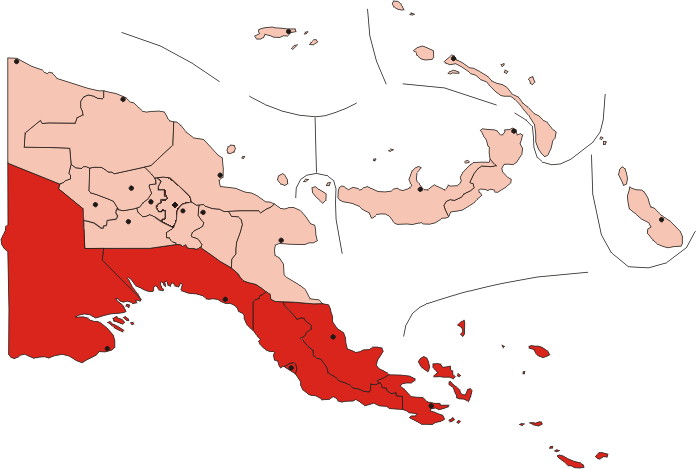
パプア地方の位置

パプア地方（パプアちほう Papua Region）は、パプアニューギニアの地方(Region)。パプアニューギニアの4つある地方のうちの一つである。パプアニューギニア南部に位置し、ニューギニア島の南東部およびダントルカストー諸島などが含まれる。面積は202,542km²。人口は145万6250人（2011年国勢調査）。行政機構を有しているわけではないが、地域的に以下の6つの州が含まれる。
- 首都区（ポートモレスビー）
- オロ州
- 西部州
- 中央州
- ミルン湾州
- 湾岸州